# Artemisía (Messénie)
Artemisía (grec moderne : Αρτεμισία ; avant 1927 : Τσερνίτσα / Tsernítsa) est un village de montagne dans la municipalité de Kalamata, en Messénie, en Grèce. En 2011, il abrite une population de 136 habitants pour le village et de 142 pour la « communauté locale », qui comprend le petit village d'Agios Ioannis Theologos. Il est situé à 860 m au-dessus du niveau de la mer. Nombre de ses habitants y vivent uniquement pendant les mois d'été.
Il est situé dans la partie génitale ouest de la chaîne de montagne Taygète sur le GR-82 (Pylos - Kalamata - Sparte) entre Kalamata et Sparte. Il se trouve à 1,5 km au sud-ouest d'Alagonia et à 13 km au nord-est de Kalamata.

## Population
| Année | Population du village | Population de la circonscription administrative |
| ----- | --------------------- | ----------------------------------------------- |
| 1981  | 240                   | -                                               |
| 1991  | 327                   | 339                                             |
| 2001  | 291                   | 310                                             |
| 2011  | 136                   | 142                                             |

## Histoire
Jusqu'en 1927, le village est nommé Tsernitsa. De 1835 jusqu'en 1912, il fait partie la municipalité d'Alagonia. En 1912, il devient une communauté indépendante, et rejoint la municipalité de Kalamata en 1997.